# Relations entre l'Organisation des Nations unies et l'Union européenne
Les relations entre les Nations unies et l'Union européenne remontent à 1974 et se sont améliorées à la suite de l'augmentation des droits de participation en 2011. L'Union européenne n'a pas, en soi, de droit de vote mais elle est représentée avec ses 27 États membres qui l'ont, un d'entre eux étant membre du Conseil de sécurité, la France.

## Histoire
Le 11 octobre 1974, l'Assemblée générale des Nations unies accorde le statut d'observateur à la Communauté économique européenne (CEE) représentée par la représentation de la Commission européenne à New York. Elle devint ainsi la première entité non-étatique à se voir accorder le statut d'observateur et à avoir un droit de participation, en particulier au Conseil économique et social : la CEE a exercé une politique commerciale commune de ses débuts et était alors représentée par la Commission européenne. Dans les autres domaines que le commerce, la CEE était représentée par la présidence du Conseil.
Bien qu'elle soit un observateur, l'Union européenne a rejoint plusieurs traités et a obtenu des droits de participations complets dans un certain nombre d'organe des Nations unies et en 1991, elle devint le premier organe non-étatique à obtenir un droit de vote identique aux États dans une agence des Nations unies : l'Organisation pour l'alimentation et l'agriculture. En 2001, elle fut la première entité non étatique à organiser un sommet, la Conférence des Nations unies sur les États les moins développés à Bruxelles.
Quand l'Union a été créée, la Communauté économique européenne fut renommée Communauté européenne et devint l'un des trois piliers de l'Union européenne. La Communauté, mais pas l'UE dans son ensemble, hérita de la personnalité juridique de la CEE et de son rôle et par conséquent, entre 1993 et 2009, l'Union fut représenté en tant que Communauté européenne aux Nations unies. Depuis décembre 2009 et l'entrée en vigueur du traité de Lisbonne, l'Union européenne a hérité de la personnalité et des obligations de la Communauté européenne. Les délégations de la Commission européenne et du Conseil auprès des Nations unies à New York ont alors été fusionnée,.
Après l'entrée en vigueur du traité de Lisbonne, l'Union proposa à l'Assemblée générale de recevoir certains droits de représentation (mais pas de droit de vote) en tant que membre à part entière. Toutefois, l'Assemblée générale s'opposa à cette proposition initiale en 2010 du fait de l'opposition d'un groupe d’États mené par l'Australie (qui s'est abstenu en signe de protestation et dans l'hypothèse que la motion serait passée) et un autre mené par la Communauté caribéenne (demandant les mêmes droits pour les autres ensembles régionaux). Après un an de consultations, la résolution de l'Union fut adoptée avec un amendement autorisant les autres blocs régionaux à obtenir les mêmes droits : « suite à la demande formée par une organisation internationale qui a un statut d'observateur à l'Assemblée générale et dont les États membres se sont accordés pour permettre aux représentants de l'organisation de s'exprimer en son nom et en celui de ses États membres, l'Assemblée générale peut adopter des modalités de participation des représentants de cette organisation régionale »,.

## Représentation
L'Union est représentée par le président du Conseil européen, le Haut Représentant de l'Union pour les affaires étrangères et la politique de sécurité, la Commission européenne et les délégations de l'Union européenne. Le président du Conseil européen Herman Van Rompuy fit le discours inaugural de l'Union européenne à l'Assemblée générale le 22 septembre 2011,,. Avant que son droit de parole ne soit accordé, l'Union était représentée par les États exerçant la présidence tournante du Conseil.

### Chefs de délégation
| Chef de délégation      | Nationalité | Mandat                       |
| ----------------------- | ----------- | ---------------------------- |
| Olof Skoog              | suédois     | depuis décembre 2019         |
| João Vale de Almeida    | portugais   | octobre 2015 à décembre 2019 |
| Thomas Mayr-Harting     | autrichien  | octobre 2011 à 2015          |
| Pedro Serrano (intérim) | espagnol    | janvier 2010 à octobre 2011  |
| Fernando Valenzuela     | espagnol    | 2004 à 2009                  |

### Représentation à l'Assemblée générale
L'Union européenne bénéficie, aux Nations unies, d'un statut avancé d'observateur. Alors que le statut d'observateur – tel que celui accordé à la Ligue arabe ou à la Croix-Rouge – ne permet pas à ceux-ci de s'adresser devant les États membres lors de l'Assemblée générale, l'Union s'est vu accorder le droit de s'adresser à ceux-ci le 3 mai 2011 par l'adoption de la résolution A/RES/65/276. Cela inclut le droit de parler lors des débats au sein des groupes majeurs, devant des États seuls, de soumettre des propositions et amendements, de répondre, de soulever des points à l'ordre du jour et de faire circuler des documents. Toutefois, l'Union n'a pas de droit de vote et ne peut pas siéger au Conseil de sécurité,.

### Représentation au Conseil de sécurité
L'Union a son statut avancé d'observateur aux côtés du statut de membre des Nations unies de chacun de ses États membres, dont un seul (la France, depuis le départ du Royaume-Uni de l'Union) est membre permanent, ayant le droit de véto, du Conseil de sécurité. L'article 34 du traité sur l'Union européenne oblige ces États à tenir la Haute Représentante et les autres États membres, informés « de toute question présentant un intérêt commun » et à défendre la position et les intérêts de l'Union. De plus, là où l'Union a défini une position sur un élément de l'agenda du Conseil de sécurité, ces États doivent demander à la Haute Représentante de présenter la position de l'Union. Ceci n'a cependant aucun impact sur la possibilité de ces États d'avoir leur propre politique étrangère (Déclaration 14).

### Représentation auprès des organes et traités des Nations unies
L'Union européenne est partie à près de 50 accords internationaux des Nations unies et est aussi la seule partie non-étatique. Elle est une participante de droit à la Commission du développement durable, au Forum sur les forêts et à l'organisation pour l'alimentation et l'agriculture. Elle était un participant à part entière de certains sommets des Nations unies, dont les sommets de Rio et Kyoto sur le changement climatique, et en en organisant un. De plus, la délégation de l'Union européenne maintien des relations importantes avec les organes d'aides des Nations unies.

#### Organisation mondiale de la santé
L'Union européenne s'est peu à peu engagée dans le débat sur la réforme de l'organisation mondiale de la santé (OMS) depuis 2008. Il n'existe pas de compétence européenne en matière de santé, dès lors, la coordination européenne dans le domaine repose sur les États membres. Ceux-ci ont donc décidé d'adopter des prises de positions, qualifiées de « complexes et détaillées » par certains commentateurs, de l'Union européenne sur l'ensemble des projets de réforme.

## Coordination
L'Union européenne coordonne ses votes au sein des six comités de l'Assemblée générale et des autres organes et agences du Conseil économique et social, et des agences de l'ONU (telles que l'Organisation mondiale de la santé et l'Agence internationale de l'énergie atomique). À cette fin, plus de 1000 réunions de coordination interne à l'Union sont tenues aux Nations unies pour développer la position commune européenne. L'article 19 du TUE dispose que les États membres de l'Union siégeant au Conseil  de sécurité doivent agir de concert et promouvoir l'intérêt de l'Union dans son ensemble. L'Union s'est exprimé d'une voie à toutes les principales conférences des Nations unies depuis les années 1990.
Depuis les débuts de la politique étrangère et de sécurité commune, la coordination des votes de l'Union a augmenté de 86 % à 97 % en 1998-1999. En 2007, la cohésion des votes est restée aux alentours de ce niveau, avec l'adhésion de nouveaux pays en 2004 qui votaient déjà de manière cohérente avec les positions de l'UE. Sur les 15 à 25 % de résolutions votée à l'Assemblée générale, l'Union vote à l'unanimité quatre fois sur cinq, dont dans les domaines controversés tel que le Moyen-Orient (atteignant l'unanimité à presque toutes les occasions depuis 1990).
| Cohésion de l'Union aux votes de l'Assemblée | Cohésion de l'Union aux votes de l'Assemblée | Cohésion de l'Union aux votes de l'Assemblée | Cohésion de l'Union aux votes de l'Assemblée | Cohésion de l'Union aux votes de l'Assemblée | Cohésion de l'Union aux votes de l'Assemblée | Cohésion de l'Union aux votes de l'Assemblée | Cohésion de l'Union aux votes de l'Assemblée | Cohésion de l'Union aux votes de l'Assemblée | Cohésion de l'Union aux votes de l'Assemblée | Cohésion de l'Union aux votes de l'Assemblée | Cohésion de l'Union aux votes de l'Assemblée | Cohésion de l'Union aux votes de l'Assemblée |
| Année                                        | 1991-1992                                    | 1992-1993                                    | 1993-1994                                    | 1994-1995                                    | 1995-1996                                    | 1996-1997                                    | 1997-1998                                    | 1998-1999                                    | 1999-2000                                    | 2000-2001                                    | 2001-2002                                    | 2002-2003                                    |
| -------------------------------------------- | -------------------------------------------- | -------------------------------------------- | -------------------------------------------- | -------------------------------------------- | -------------------------------------------- | -------------------------------------------- | -------------------------------------------- | -------------------------------------------- | -------------------------------------------- | -------------------------------------------- | -------------------------------------------- | -------------------------------------------- |
| Cohésion de l'Union                          | 86 %                                         | 91 %                                         | 91 %                                         | 92 %                                         | 93 %                                         | 96 %                                         | 96 %                                         | 97 %                                         | 95 %                                         | 96 %                                         | 96 %                                         | 97 %                                         |
| Cohésion générale à l'ONU                    | 70 %                                         | 69 %                                         | 76 %                                         | 74 %                                         | 72 %                                         | 70 %                                         | 73 %                                         | 75 %                                         | 76 %                                         | 76 %                                         | 76 %                                         | 78 %                                         |

Toutefois, en octobre 2011, une dispute entre le Royaume-Uni et les autres États membres de l'Union a atteint son apogée quand le Royaume-Uni a bloqué plus de 70 déclarations de l'Union aux comités de l'ONU. La dispute portait sur une formulation : les déclarations indiquait qu'elles étaient faites au nom de l'Union européenne et non au nom de l'« Union européenne et de ses États membres », comme le souhaitait le Royaume-Uni. L'action du Royaume-Uni avait pour but de ralentir le glissement qui était perçu vers une politique étrangère européenne commune et était portée par le Premier ministre britannique David Cameron et le Secrétaire aux Affaires étrangères William Hague. Bien que purement symbolique, le sujet est devenu important pour les deux parties, bien que le gouvernement britannique ait été critiqué car il utilisait un capital politique important sur quelque chose qui, même si cela pouvait réussir, n'apportait pas de gains réels.

## Contribution
L'Union européenne et ses États membres sont les plus importants contributeurs au budget de l'ONU, représentant au total 38,9 % du budget de l'ONU en 2007 (suivi par les États-Unis à 22 % et le Japon à 16,6 %). L'Union représente 55,6 % de l'aide au développement (suivi par les États-Unis à 23,4 % et le Japon à 11,1 %), 40,6 % du financement des opérations du maintien de la paix et environ la moitié du budget des fonds et programmes des Nations unies . Près d'un tiers du budget de l'aide de la Commission européenne va aux Nations unies.
L'Union apporte 40 % des fonds des missions du maintien de la paix et 13,5 % du personnel de ces opérations (11 140 hommes et femmes) en 2006. L'Union est aussi responsable de ses propres missions de soutien des Nations unies, tel que la mission de l'Union au Congo pour soutenir les Casques-bleus  présents sur place. L'Union a aussi établi et finance la facilité de paix pour l'Afrique.
L'Union soutient les valeurs onusiennes de liberté, de démocratie et de droits de l'homme. Le préambule du traité sur l'Union européenne cite les articles concernant les droits de l'homme de la Charte des Nations unies et est très active au sein du Conseil des droits de l'homme des Nations unies.

## Futur
L'Union européenne a un statut d'observateur au comité exécutif des programmes et des financements, où la Commission européenne est un donneur important, principalement en matière d'aide. Mark Malloch Brown, ancien vice-secrétaire général des Nations unies, croit que l'Union sera de plus en plus représentée, ce qui conduira finalement à son entrée au Conseil de sécurité.
Cependant, l'extension du rôle de l'Union européenne aux Nations unies est un sujet sensible au sein de ses membres, dont le Royaume-Uni, qui ne souhaite pas abandonner son siège permanent au Conseil de sécurité au profit de l'Union. De son côté, l'Allemagne demande elle aussi son propre siège au Conseil de sécurité, position soutenue par la France et le Royaume-Uni (au sein de l'UE).

## Sources

## Compléments